# Africa subsahariana
Per Africa subsahariana, talvolta indicata anche come Africa nera, si intende la parte del continente africano situata a sud del Deserto del Sahara (alcuni considerano il Sahel come parte dell'area geografico-culturale del Sahara, e quindi escludono questa fascia dall'Africa subsahariana propriamente detta).

## Geografia

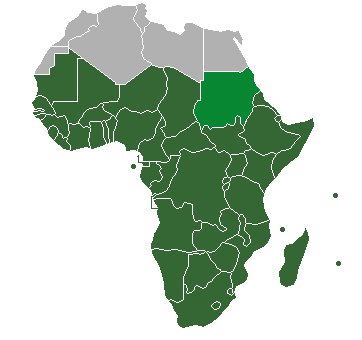
L'Africa subsahariana come usata nella statistica delle istituzioni ONU.

Se si considera l'Africa a sud del deserto del Sahara, l'intera regione misura 24,3 milioni di km quadrati e questo equivale a 2,5 volte l'area totale dell'Europa. L'Africa subsahariana presenta una miriade di ecosistemi diversi. La morfologia è altrettanto varia. Si va dalle savane alle foreste tropicali ai grandi laghi, dai deserti alle catene montuose, dagli acrocori ai vulcani, dagli altopiani alle isole coralline. Alcuni fiumi - Nilo, Congo, Niger e Zambesi - sono tra i più importanti e lunghi del mondo oltre ad essere importanti vie di comunicazione.
Le più alte montagne si trovano lungo la Rift Valley, la lunga spaccatura che dal monte Mulanje, al confine tra Mozambico e Malawi, va sino al nord della Siria, zona di rilevante attività sismica con molti vulcani attivi, e altri spenti. I monti più alti sono: il Kilimangiaro (5.895 m di altitudine) in Tanzania e il Monte Kenya (5.199 m di altitudine) nello stato omonimo, il Ruwenzori (5.110 m di altitudine) in Uganda. Nell'Africa dell'ovest si trova il Camerun (4.070 m di altitudine).
Non mancano i deserti, da quelli piccoli – solitamente continuazione di savane particolarmente aride – dell'Africa orientale, al deserto del Kalahari nell'Africa Australe. Foreste tropicali coprono gran parte dell'Africa centrale e Occidentale. Notevole per area e complessità biologica è il sistema del bacino del Congo.
L'Africa ha uno sviluppo costiero limitato, in relazione alla sua superficie totale. Importanti sono gli sviluppi costieri di mangrovie e delle barriere coralline. Esistono vari arcipelaghi – per esempio Comore, Seychelles e Mauritius - ma l'unica isola di grandi dimensioni è il Madagascar che si distingue anche per la sua popolazione e cultura, una rara fusione di etnie africane e asiatiche.
Tra i fiumi, Niger (4.160 km) e Congo (4.200 km) sfociano nell'Oceano Atlantico I numerosi affluenti del Congo formano un enorme bacino fluviale. Nell'area australe scorrono l'Orange e lo Zambesi, l'unico grande fiume a sfociare nell'Oceano Indiano. Sempre nel sud, l'Okavango ha il delta nel deserto del Kalahari.
Il principale fiume africano, per storia e numero di paesi che interessa con il suo bacino e le sue possibilità di via di comunicazione, rimane il Nilo. Esiste un contenzioso tra Nilo (6.671 km) e Rio delle Amazzoni in Sud America sul quale sia il fiume più lungo del mondo. Tutto dipende da dove si individuano le fonti del fiume. Impresa difficile visto che ambedue i corsi d'acqua possono vantare innumerevoli, e lunghi, affluenti. Il Nilo che ha il delta nel Mar Mediterraneo – unico fiume a collegare l'Africa subsahariana al nord del continente – è il risultato della confluenza di due fiumi: il Nilo azzurro, che nasce dall'altopiano Etiopico, e il Nilo bianco, emissario del lago Vittoria il cui tributario, il Kagera, origina dagli altopiani del Burundi.
Lungo la Rift Valley si trovano anche numerosi laghi, tra cui molti salati. I più importanti sono il Lago Vittoria e il Lago Tanganica. Tra i laghi salati vanno ricordati i laghi Magadi e Nakuru in Kenya, e il Natron in Tanzania.

## Storia

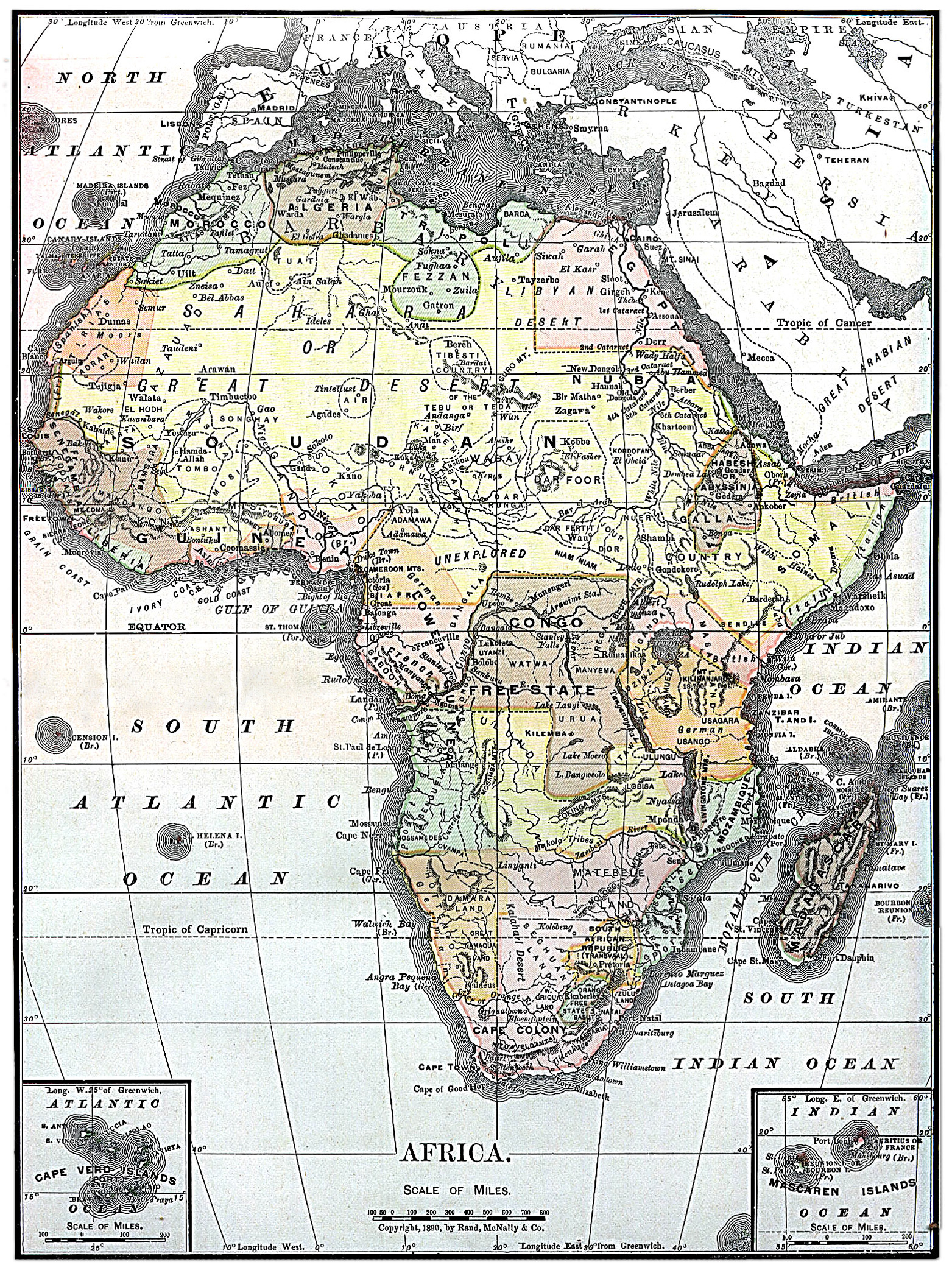
Mappa dell'Africa del 1890

La Rift Valley detiene un primato importante: è il luogo dove è nata l'umanità. I più antichi reperti di ominidi e di esseri umani moderni sono stati trovati nel Rift in Tanzania, Kenya ed Etiopia. Recenti scoperte di ominidi in Ciad dimostrano quanto vasta fosse l'area occupata dai progenitori della razza umana. Gli antropologi pensano che i primi esseri umani abbiano lasciato il continente passando per le coste del Corno d'Africa. Il livello del mare era allora più basso e dalle coste delle attuali Somalia ed Eritrea sarebbe stato possibile raggiungere la penisola arabica senza l'ausilio di imbarcazioni.

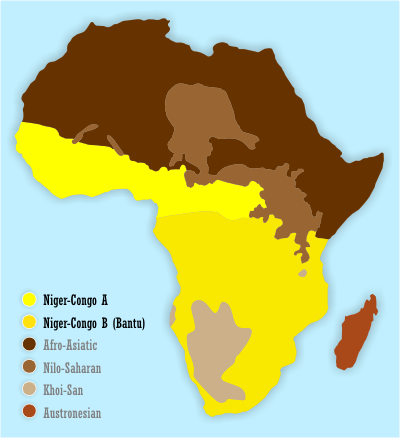
Mappa che mostra la distribuzione attuale dei bantu (giallo scuro).

In tempi preistorici, vari movimenti di popoli hanno permesso il popolamento del continente. Occorre anche tener conto del fatto che il deserto del Sahara era fertile e abitato fino al neolitico. Il progressivo inaridimento dell'area è stato uno dei fattori che ha spinto le popolazioni a cercare nuovi luoghi da colonizzare. In modo molto generale si può dire che le popolazioni più antiche siano quelle di tipo pigmeo. Le popolazioni sudaniche si sono spinte dal bacino del Nilo verso l'ovest; quelle bantu dall'area saheliana all'ovest e poi verso il sud; i nilotici dal corso del Nilo a sud. Popolazioni asiatiche hanno colonizzato il Madagascar, e dalla penisola arabica sono penetrate nel Corno d'Africa.
L'Africa subsahariana ha sempre avuto un collegamento mercantile con l'Asia, lungo le coste, anche se non esistono documenti certi fino all'anno mille, per quanto riguarda il commercio di matrice araba. Erodoto narra che 
(Erodoto, Storie - Libro quarto)
Fenici, greci e romani avevano una buona conoscenza dell'Africa settentrionale, mentre poco conoscevano dell'Africa a sud del Sahara. È comunque accertato che mercanti greci visitavano i porti africani fino all'Eritrea. Nella letteratura romana si hanno accenni a spedizioni lungo il corso del Nilo e sulle coste dell'attuale Kenya.
Col tempo, l'Africa subsahariana ha visto la nascita di vari imperi: quelli del Mali e del Ghana. Anche tra le popolazioni bantu si sono venuti a formare regni importanti per estensione e tecnologia (Grande Zimbabwe, regni del Congo). Quello della centralizzazione del potere con la nascita di nazioni-stato era un movimento ancora in atto al tempo delle colonizzazioni europee (XIX-XX secolo).
Sebbene l'Africa subsahariana sia rimasta in gran parte isolata da altre popolazioni e culture fino a tempi recenti, non va dimenticata l'influenza arabo-islamica sulle coste e isole orientali, con la nascita delle culture shirazi e swahili; dei contatti con mercanti e viaggiatori indiani; delle spedizioni cinesi che hanno raggiunto le coste del Kenya e della Tanzania.
Non va inoltre dimenticata l'esplorazione delle coste compiuta dai portoghesi a partire dal XV secolo. I portoghesi cercavano una via alternativa all'India e ai mercati orientali per evitare la mediazione dei mercanti islamici e quella delle repubbliche marinare italiane. Per aprire una via africana all'Asia, i portoghesi esplorarono tutta la costa e impiantarono delle piccole colonie presso gli approdi più facili. I portoghesi non esplorarono l'interno, se non in casi particolari. La tratta atlantica degli schiavi per rifornire le colonie del Sudamerica prima, e quelle del Nordamerica, poi, ebbe inizio in questi secoli.
Il colonialismo europeo iniziò verso la metà dell'800 ed è durato fino agli anni 60 del secolo scorso. Portoghesi, francesi, belgi, inglesi, spagnoli, tedeschi e italiani fecero a gara per spartirsi l'Africa, nonostante la Conferenza di Berlino del 1884-85 avesse deciso poco o nulla al riguardo. Al periodo coloniale si devono gli stati attuali, le divisioni di popolazioni fatte con criteri di controllo e di convenienza economica. Le lingue ufficiali dei paesi subsahariani riflettono quelle dei paesi colonizzatori.

## Demografia
La popolazione dell'Africa subsahariana era di 770,3 milioni di persone nel 2006. Di questi, circa lo 0,5% sono di origine europea e il 2% di origine asiatica. Il tasso annuo di crescita della popolazione è del 2,3%. L'ONU prevede che la regione avrà una popolazione di 1,5 miliardi di persone entro il 2050. La maggior parte della popolazione è nomade.

## Economia
Le più importanti economie dell'Africa subsahariana sono quelle del Sudafrica – che da sola rappresenta il 60% dell'economia della regione – della Nigeria e del Kenya. Nella regione si trovano anche i paesi più poveri del mondo.
In questa parte dell'Africa convivono economie di sussistenza (economie che permettono alle famiglie di sopravvivere con produzioni di autoconsumo) con moderne economie di scambio.

## Nazioni
Ci sono 48 (49 se consideriamo anche la Mauritania) nazioni nella regione, di cui 6 sono nazioni insulari.

### Africa Centrale
- Camerun
- Repubblica Democratica del Congo
- Repubblica del Congo
- Repubblica Centrafricana
- Ruanda
- Burundi

### Africa Orientale
- Sudan
- Sudan del Sud
- Kenya
- Tanzania
- Uganda
- Gibuti
- Eritrea
- Etiopia
- Somalia

### Africa meridionale
- Angola
- Botswana
- Lesotho
- Malawi
- Mozambico
- Namibia
- Sudafrica
- Swaziland
- Zambia
- Zimbabwe

### Africa Occidentale
- Benin
- Burkina Faso
- Ciad
- Costa d'Avorio
- Guinea Equatoriale
- Gabon
- Gambia
- Ghana
- Guinea
- Guinea-Bissau
- Liberia
- Mali
- Mauritania
- Niger
- Nigeria
- Senegal
- Sierra Leone
- Togo

### Nazioni insulari
- Capo Verde
- Comore
- Madagascar
- Mauritius
- São Tomé e Príncipe
- Seychelles

Territori
- Mayotte (Francia)
- La Riunione (Francia)
- Socotra (Yemen)
- Sant'Elena e Ascensione (Regno Unito)